# Parc national de Kutai
Le parc national de Kutai est un parc national situé dans la province indonésienne de Kalimantan oriental. D'une superficie de près de 200 000 hectares, il est un bon exemple de basses terres comprenant notamment :
- Des plages,
- De la mangrove,
- Des marais,
- Des plaines inondées.

Le parc possède quelque 7 000 ha de mangrove dans la zone côtière, adossée à des marais de nipa-nipa et de forêt. Il est traversé par les rivières Santan et Teluk Pandan. Il y a aussi quelques lacs : Maau, Santan, Besar et Sirapan, entourés de forêt marécageuse.